# Grumium
Grumium (xi Draconis) is een ster in het sterrenbeeld Draak (Draco).